# Martin Mišiak
Martin Mišiak (* 30. září 2004, Banská Bystrica) je slovenský hokejový útočník, který momentálně hraje v kanadsko-americké OHL za tým Errie Otters. V mládežnických kategoriích slovenské reprezentace, ve kterých pravidelně nastupuje, nasbíral 26 startů a připsal si 21 kanadských bodů.[kdy?] V roce 2023 byl ve vstupním draftu NHL vybrán jako 55. celkově týmem Chicago Blackhawks. Krátce na to byl vybrán jako 1. celkově na import draftu CHL týmem Erie Otters.